# 永绥直隶厅
永绥直隸厅，清朝时设置的直隶厅。

永绥厅在湖南省的位置（1820年）

雍正元年（1723年）于湘西北置永綏廳，治所在吉多营（今湖南省花垣县南新卫城），属辰州府。嘉庆元年（1796年）升为直隶厅，七年移治花园堡（今湖南省花垣县驻地花垣镇）。辖苗寨二百二十八。1913年废厅，改为永绥县。
嘉庆七年，厅境苗民龙六生起义，自称天王。